# SMPTE 344M
SMPTE 344M은 SMPTE 259M을 확장하여 540Mbit/s의 비트 전송률을 허용하고 480p 및 576p의 EDTV 해상도를 허용하는 SMPTE에서 발표한 표준이다.
이 표준은 시리얼 디지털 인터페이스를 정의하는 표준 제품군의 일부이다.